# إيبرهارد شريدر
إيبرهارد شريدر (بالألمانية: Eberhard Schrader) هو مستشرق ألماني، ولد في 7 يناير 1836 في براونشفايغ في ألمانيا، وتوفي في 4 يوليو 1908 في برلين في ألمانيا.